# Villa Källhagen

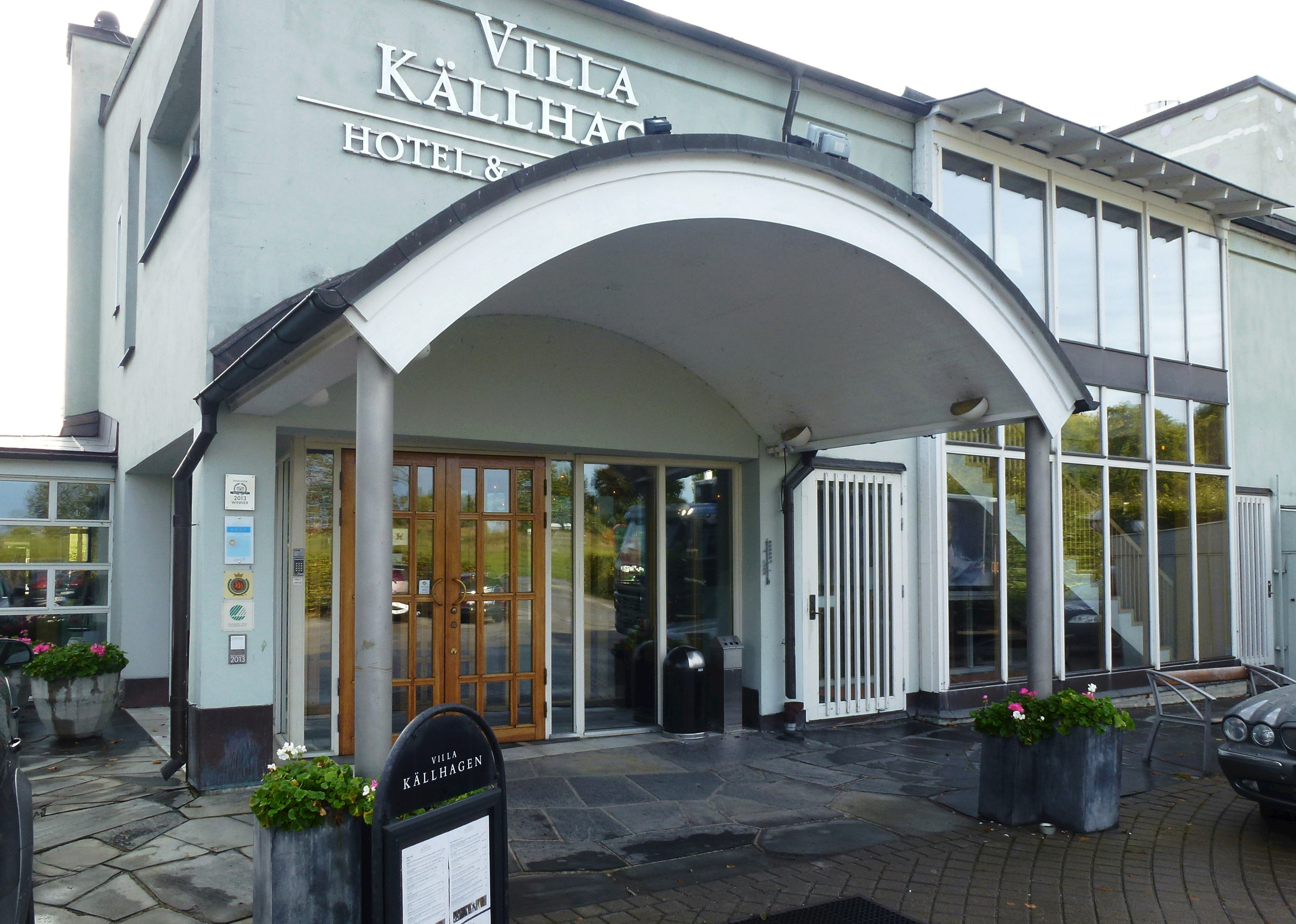
Villa Källhagens entré, september 2013.

Villa Källhagen är en anrik restaurang med rötter från 1700-talet belägen intill Djurgårdsbrunnsviken vid Djurgårdsbrunnsvägen 10 på Djurgården i Stockholm. Sedan 1990 finns hotell, restaurang, festvåning och konferenslokaler i en nybyggd anläggning. 

## Röda stugan och Hesslingeberg

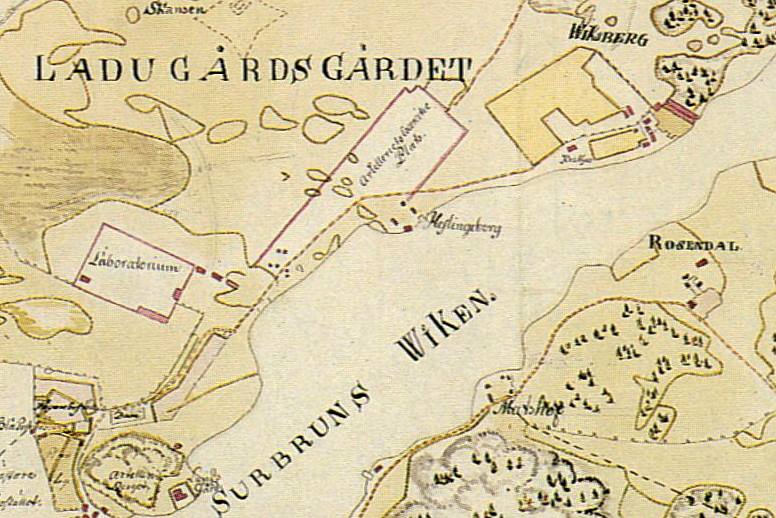
Djurgården omkring år 1800 med Hesslingeberg mitt i kartbilden.

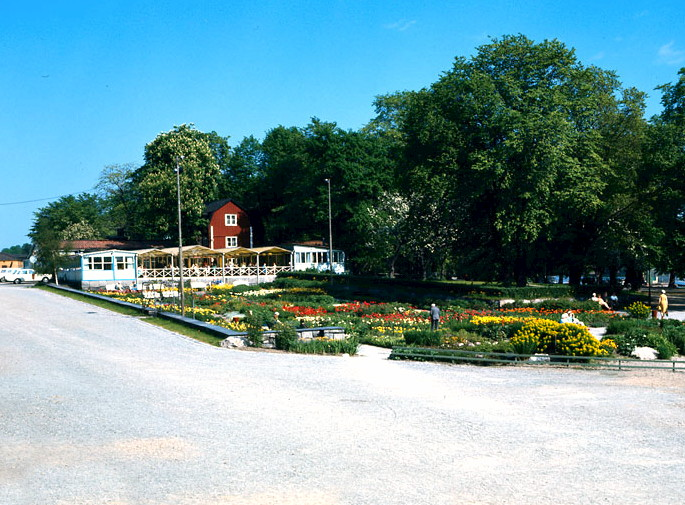
Källhagen, Röda stugan, 1960-talet.

Redan i början av 1700-talet, troligen ännu tidigare, fanns här en landsvägskrog, kallad ”Röda stugan”. Här låg gården Hesslingeberg, uppkallad efter en jägare Hessling. Denna egendom arrenderades 1806 av löjtnant Anders Chytraeus, samtidigt fick han upplåtelsetillstånd på lägenheten Källhagen, som var ett angränsande tunnland obebyggd jord. Arrendet löpte på en tid av 50 år. År 1810 öppnade han ett värdshus på egendomen. 
Efter Cythraeus död 1825 tillträdde traktören och hovdestillatorn Eric Engström som ny ägare. Efter honom drevs rörelsen av trädgårdsmästaren Peter Söderlund och hans hustru. På vintrarna var rörelsen mindre och ibland inställd för att upphöra helt 1850. På 1800-talets slut hyrdes Källhagen med tillhörande byggnader ut till två kvinnliga ladugårdsidkare och ett antal arbetarfamiljer. 
På 1920-talet var Källhagen nergången och det fanns planer på att riva alltsammans för att lämna plats för en del av Stockholmsutställningen 1930. Gården Hesslingeberg revs men Röda Stugan fick stå kvar och fungerade som utställningens platskontor. När utställningen stängdes väcktes idén att Källhagens värdshustraditioner skulle återupplivas. Arkitekt Torsten Stubelius fick i uppdrag att rita några paviljongliknande flygelbyggnader och källarmästare blev C. A. Stenqvist, som drev värdshuset fram till 1963. Därefter har andra ägare avlöst varandra.

## Nya Villa Källhagen
I slutet av 1980-talet blev A.L. Fastighetsutveckling ägare som igångsatte ”nya Källhagen”. Röda stugan flyttades på hösten 1988 ett femtontal meter för att ge plats åt en nybyggnad innehållande restaurang, hotell och konferenslokaler. Röda stugan blev en del av anläggningen. Den nya byggnaden ritades av arkitekt Krister Bjurström. År 1990 stod nya Källhagen färdig och Gunnar Forsell blev köksmästare. Mellan 1998 och 2005 var Fredrik Eriksson (Årets kock 1987) kökschef och delägare.  
I början av år 2013 var Villa Källhagens VD Claes Livijn och restaurangens kökschefer Mathias Emilsson och Xavier Rodriguez. I april 2013 öppnade Villa Källhagen ”Melody Hotel och Restaurant” i samma byggnad som Abbamuseet. I november sålde Livijn Villa Källhagens rörelse för att kunna ha "fullt fokus" på Melody Hotel. Köpare av Villa Källhagens driftbolag blev Henrik Engblom, som redan ägde fastigheten.
I maj 2013 invigdes strax nedanför Villa Källhagen "Restare", ett minnesmonumentet över svenska krigsveteraner. Monumentets platta står på grunden av en av Hesslingebergs byggnader.

## Bilder

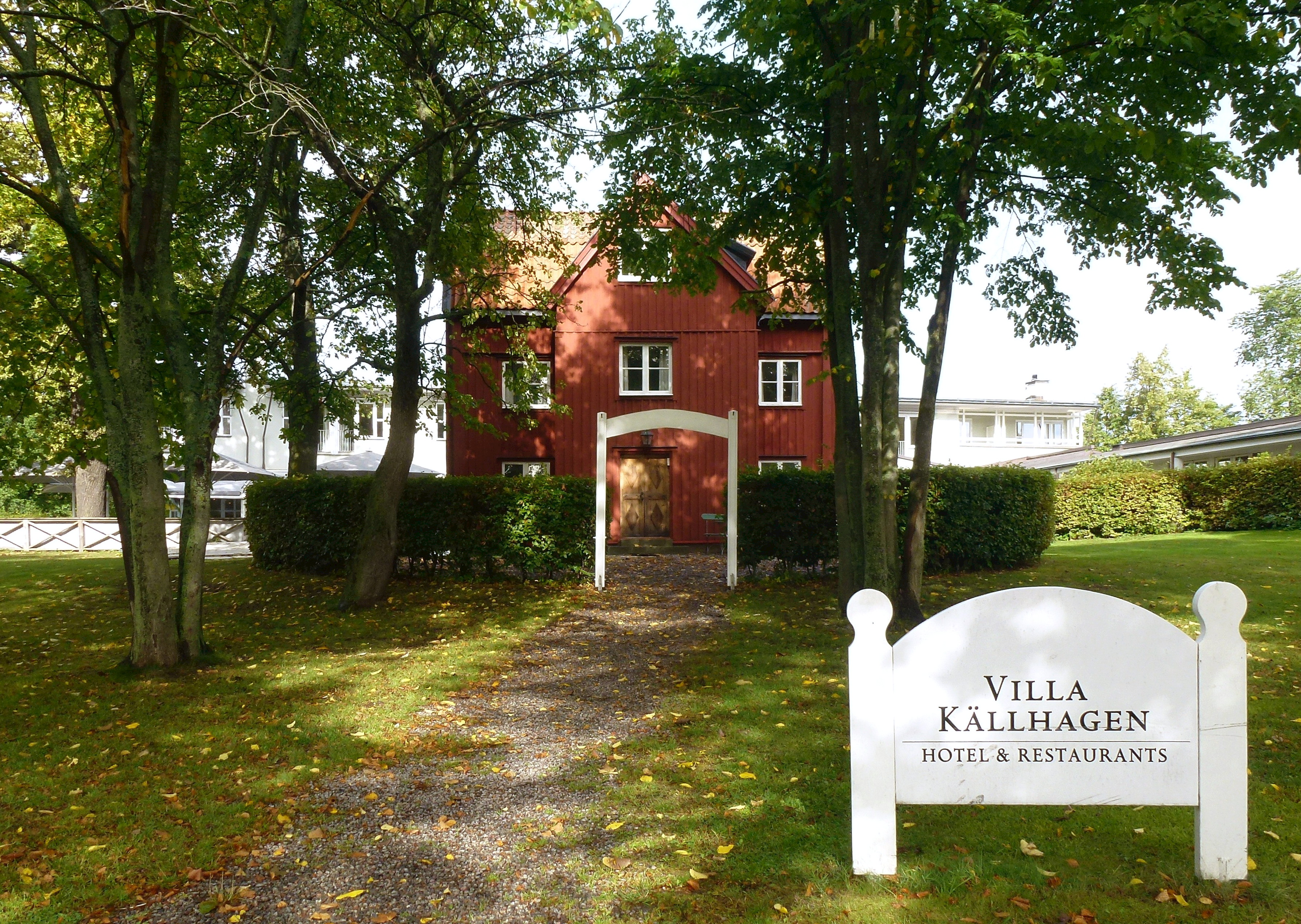
Röda stugan
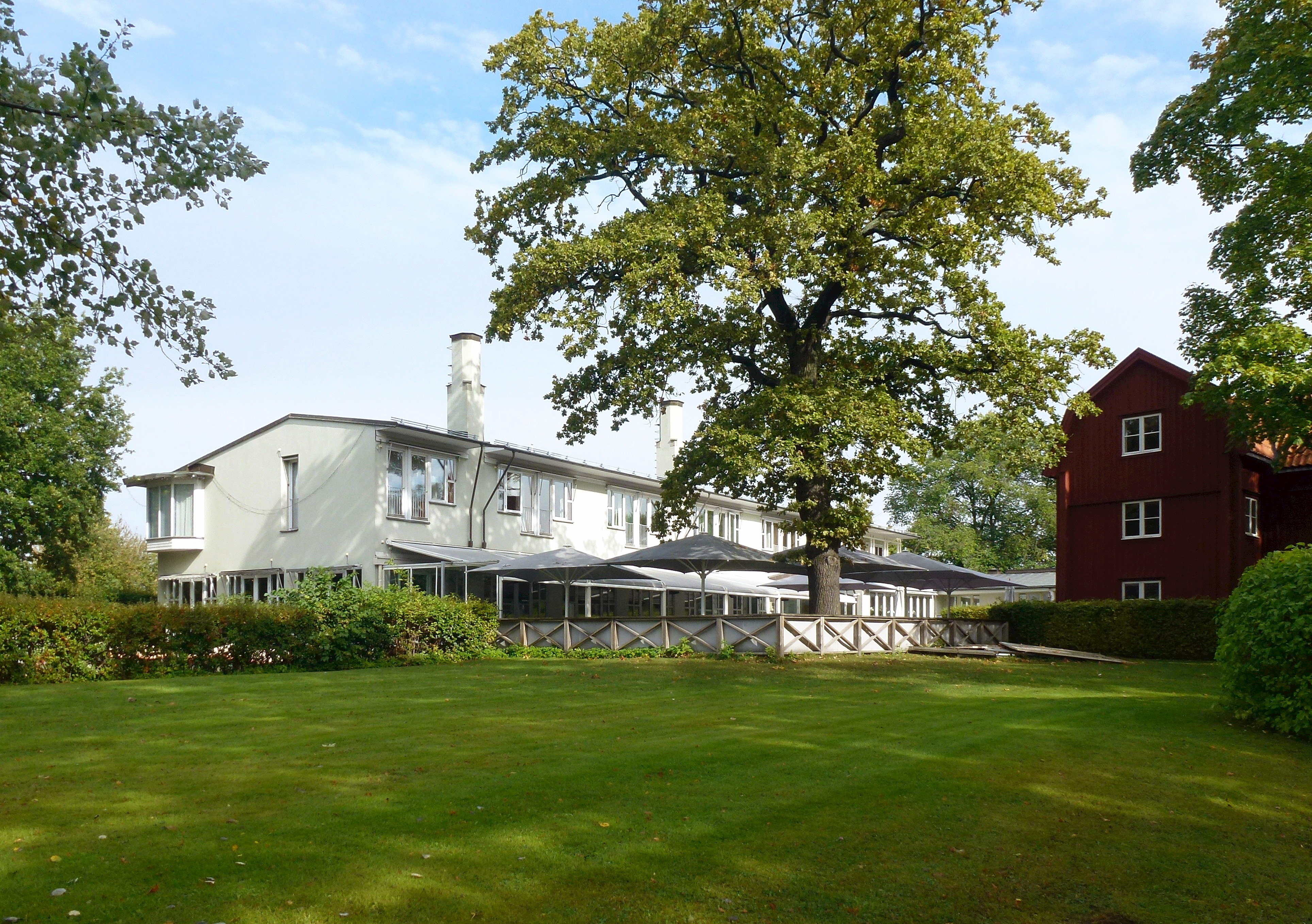
Fasader mot sydväst
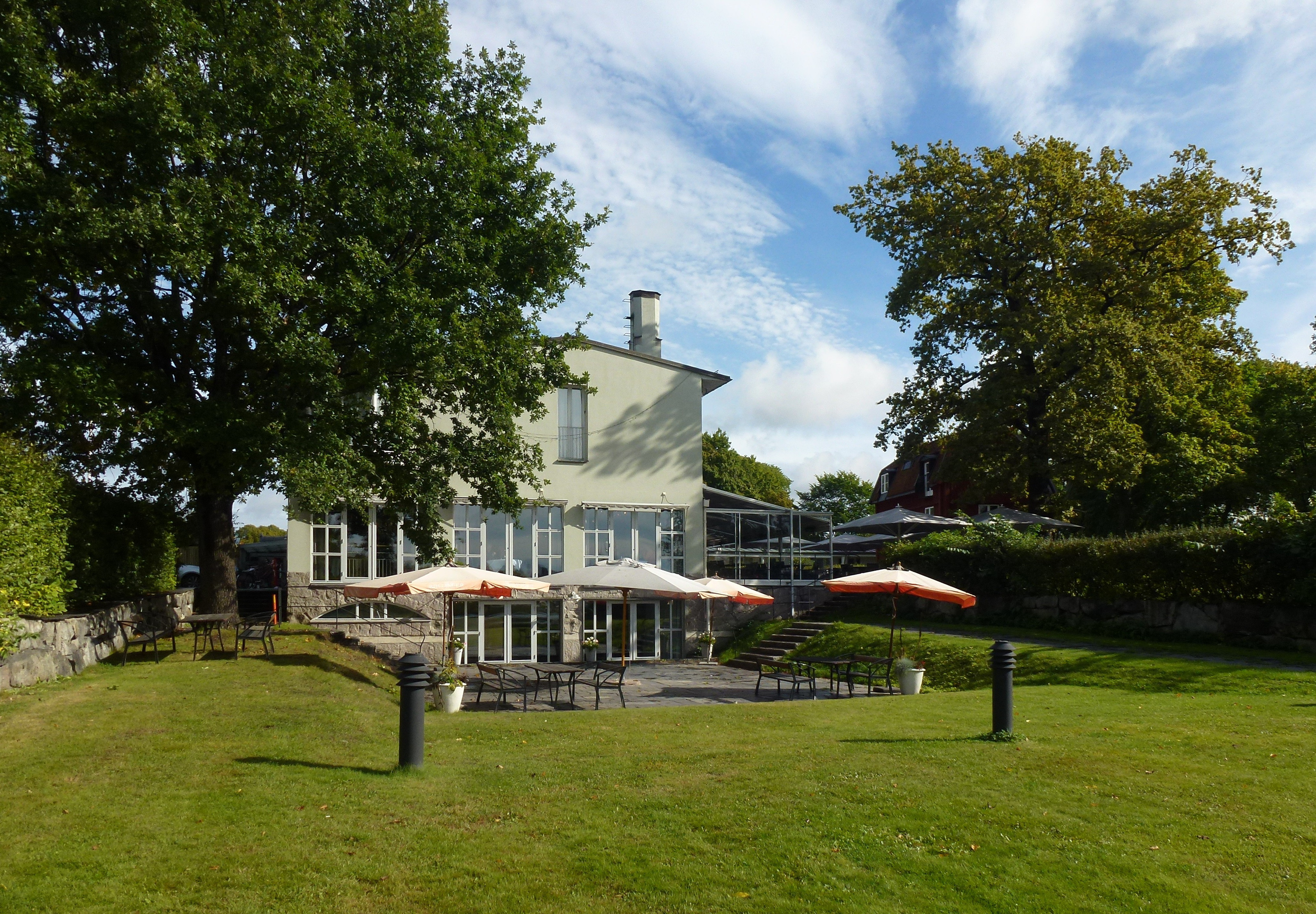
Uteserveringen
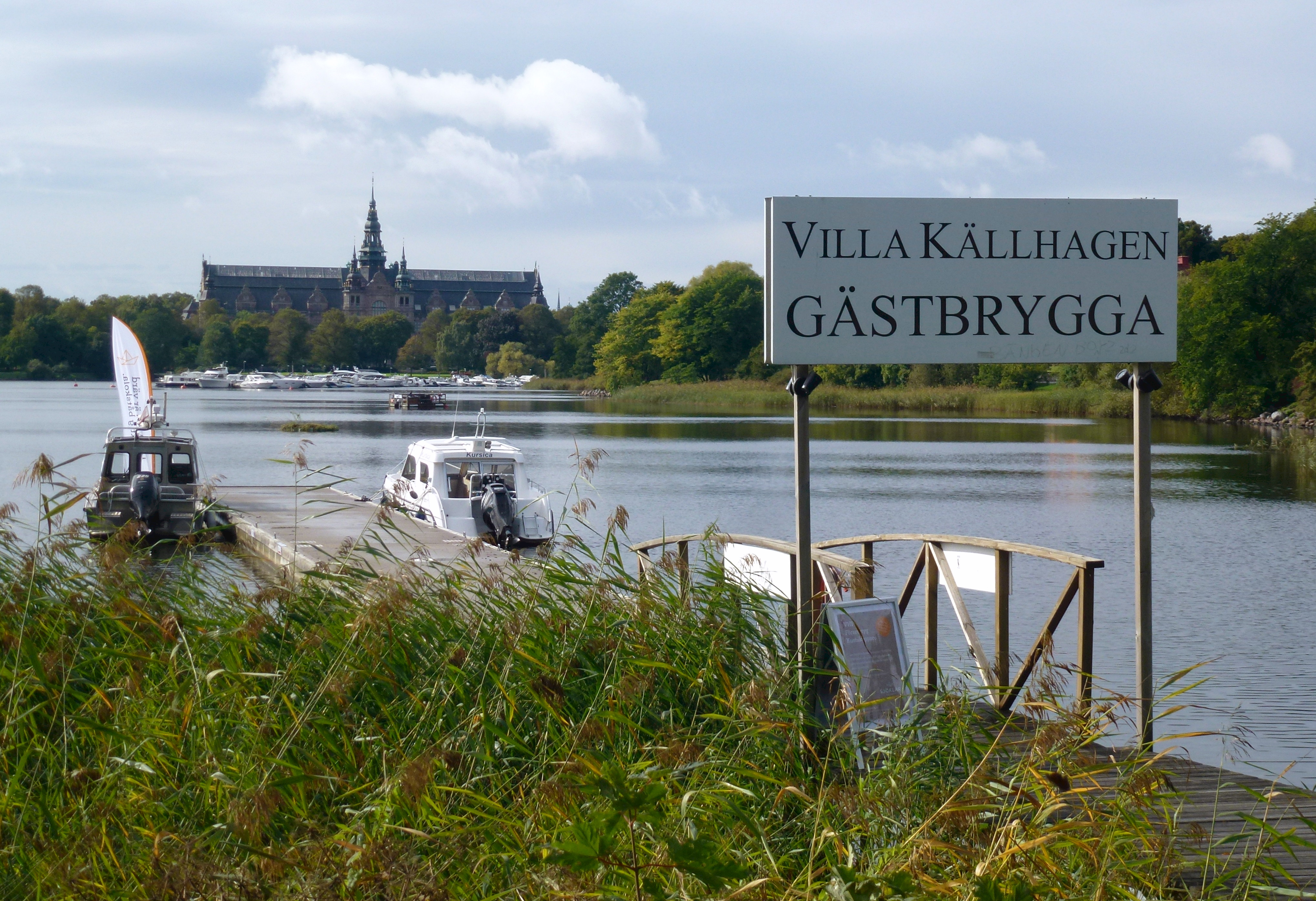
Gästbryggan